# Sankt-Ansgar-Schule
Die Sankt-Ansgar-Schule (Kurzform: SAS) in Hamburg-Borgfelde ist eine staatlich anerkannte katholische Privatschule (Ersatzschule) im Verbund der Jesuitenschulen. Neben der ebenfalls seit 1946 bestehenden Sophie-Barat-Schule und dem 2003 gegründeten Niels-Stensen-Gymnasium ist sie eines der drei katholischen Gymnasien in Hamburg. Der Schulpatron ist der Heilige Ansgar von Bremen, ein Mönch aus dem Kloster Corvey, der 834 n. Chr. das Erzbistum Hamburg gründete.

## Trägerschaft und Wahlspruch
Schulträger des Gymnasiums ist seit dem 1. Januar 2017 das Erzbistum Hamburg. Der Wahlspruch der Schule lautet „bonitatem et disciplinam et scientiam doce me, domine“ (nach Psalm 118,66 Vulgata; zu Deutsch „Herr, lehre mich Güte, Disziplin und Wissen“). Er steht über dem Hauptportal des Altbaus und korrespondiert mit dem Anspruch an eine ganzheitliche Bildung.

## Geschichte

### Frühe Pläne
Pläne für eine katholische Jungenschule in Hamburg existierten seit 1917, doch der mit der Planung betraute Pater Joppens SJ wurde in den 1920er-Jahren nach Köln versetzt, womit sie nicht weiterverfolgt wurden. Im August 1945 regt Pater Kugelmeier SJ beim Provinzial der niederdeutschen Ordensprovinz, Pater Wilhelm Flosdorf SJ, in Köln an, die bestehenden Planungen wieder aufzugreifen und umzusetzen. Der Bischof von Osnabrück, Wilhelm Berning, der damals zuständig war für die katholische Kirche in Hamburg, stimmt dem Ansinnen zu. Der Pater Provinzial beauftragt Kugelmeier, zusammen mit dem Stadtdechanten von Hamburg, Prälat Wintermann, mit dem Senat der Freien und Hansestadt Hamburg über die Schulgründung zu verhandeln. Die Gespräche mit dem damaligen Schulsenator Heinrich Landahl (SPD) verlaufen zügig und positiv.

### Gründung und erste Jahre
Am 17. Januar 1946 informiert Senator Landahl Prälat Wintermann und die Patres Dohle SJ und Overhage SJ, dass er den Plänen des Ordens zustimmen wird. Die Genehmigung erfolgt am 25. März 1946 durch die Schulverwaltung. Am 4. Mai 1946 bestätigt die britische Besatzungsmacht die Entscheidung des Senats und genehmigt zugleich die ersten fünf Lehrer für die neue Schule (Roland Seffrin, August Wilhelm Thies, Rudolf Heinisch, Pater August Dohle SJ, Pater Paul Overhage SJ). Man entscheidet sich nicht für „Sankt-Ansgar-Kolleg“ oder „Sankt-Ansgar-Gymnasium“, sondern neutral für „Sankt-Ansgar-Schule“. Damit war die Gründung der Sankt-Ansgar-Schule vollzogen.
Am 28. Mai 1946 wird ein Eröffnungsgottesdienst in der damaligen Kirche St. Marien in der Danziger Straße abgehalten. Den Schuljahresbeginn hatten die Nationalsozialisten 1941 auf den 1. September festgelegt, diese Regelung war von der britischen Besatzungsmacht 1945 wieder auf Ostern rückverlegt worden. Darum begann am 29. Mai 1946 der Unterricht in zwei Klassenzimmern im Gebäude Danziger Straße 60 mit 48 Jungen, darunter 8 Schüler, die kriegsbedingt freiwillig die 5. Klasse wiederholen.
Ostern 1950 erfolgen keine Neuaufnahmen, da der Senat die Grundschule von 4 auf 6 Jahre in Hamburg verlängerte. Am 26. April 1950 genehmigt die Deputation der Schulbehörde den Antrag der SAS, Abiturexamina abnehmen zu dürfen. Am 29. November 1950 erfolgt der Umzug in das Gebäude der katholischen Gemeindeschule an der Pestalozzistraße am Bahnhof Hamburg-Barmbek; neuer Schulleiter ist Pater Ferdinand Becker SJ.

### Umzug in die Bürgerweide

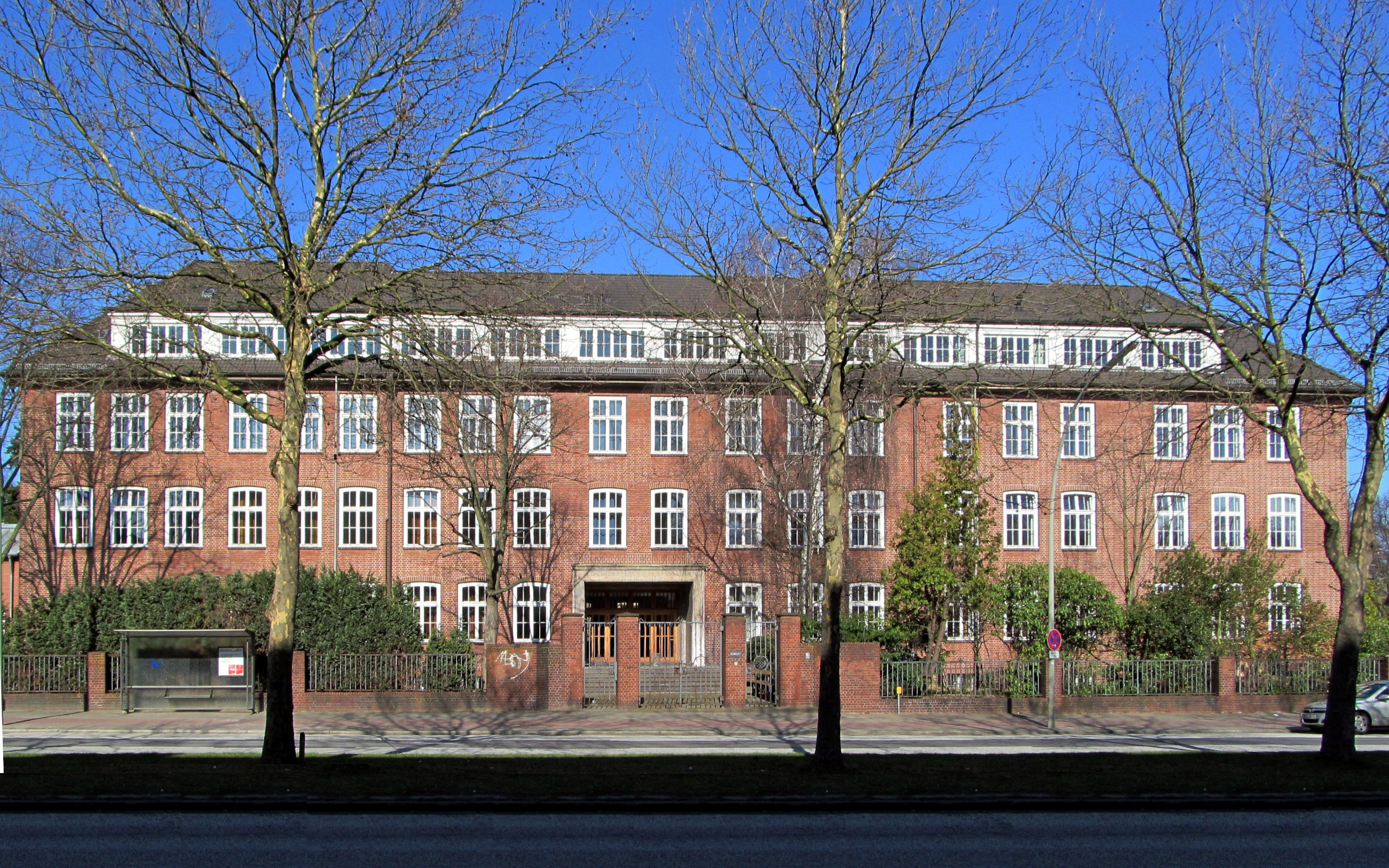
Straßenansicht des Altbaus von der Bürgerweide aus gesehen (2014)

Am 16. April 1951 werden die Pläne für einen Neubau an der Bürgerweide 33 vorgestellt; am 23. Januar 1952 ist die Grundsteinlegung und am 30. Juni 1952 Richtfest. Der Umzug der SAS von Barmbek in den Neubau erfolgt am 25. März 1953.
Die ersten Abiturprüfungen fanden am 1. und 2. März 1954 unter der Schulaufsicht der Schulbehörde statt. Alle zugelassenen Schüler bestehen die Reifeprüfung. Ostern 1954 wird die Grundschule wieder auf 4 Jahre verkürzt, weswegen es zwei neue 5. (damals Sexta) und 7. Klassen (damals Quarta) gibt.
Die Publikation von 1964 zur SAS beinhaltet eine Berufsstatistik der Eltern mit Stand vom Mai desselben Jahres. Die Reihenfolge listet Angestellte, Beamte, Kaufleute, Ärzte, Juristen und Ingenieure als meistgenannte Berufe auf. Die Statistik belegt zudem 11 % Arbeiter und Handwerker sowie den Umstand, dass 5 % der Schüler keinen Vater haben. Zudem stellt die Publikation 9 ehemalige Ansgar-Schüler mit Kurzporträts vor, die zwischen 1960 und 1964 zum Priester geweiht wurden.
Zum Schuljahr 1967/1968 wird die deutschlandweite Regelung an der SAS umgesetzt, künftig jedes Schuljahr am 1. August beginnen zu lassen. Die bisherigen Aufnahmeprüfungen für die Zulassung zum Gymnasium werden 1968 in Hamburg abgeschafft, was zu einem deutlichen Anstieg der Schülerzahlen führt. Am 29. November 1968 wird zum letzten Mal eine Abiturprüfung ausschließlich mit dem Fach Musik abgenommen.
Für einen Erweiterungsneubau wird die Liegenschaft längs der Alfredstraße am 20. Juni 1969 dazugekauft, die SAS besuchten damals 758 Schüler. Der Bebauungsplan von 1961 hielt dieses Grundstück zwischen Schule und der Bahnstrecke Lübeck–Hamburg als Fläche für ein neues Umspannwerk für die Hamburgischen Electricitäts-Werke vor. Der Orden konnte sich erfolgreich mit den HEW einigen und für die Änderung des Bebauungsplans einsetzen. Die Pläne für den Neubau stammen von der Neuen Heimat.
Zum Schuljahr 1973/1974 wird anstelle der 11. (bisher Obersekunda), 12. (bisher Unterprima) und 13. Klasse (bisher Oberprima) die Reformierte Oberstufe an der SAS mit Vorsemester und Studienstufen eingeführt. Die Ausgestaltung der gymnasialen Oberstufe als Kurssystem sowie die Reform des Abiturs als ausbildungsbegleitende kumulative Prüfung geht auf eine Vereinbarung der Kultusministerkonferenz zurück.
Im Sommer 1977 besuchen 835 Jungen die SAS und das Kollegium umfasst 46 Lehrer und erstmals 3 Lehrerinnen.
Eine Mitarbeitervertretung wird erstmals am 7. Mai 1979 gewählt.

### Koedukation
Zum Schuljahresbeginn 1979/1980 werden erstmals 29 Mädchen eingeschult und damit die Koedukation an der SAS eingeführt.

### Missbrauchsfälle
Nach Bekanntwerden von Fällen sexuellen Missbrauchs von Schülern durch Patres und weltliche Mitarbeiter am Canisius-Kolleg in Berlin im Jahr 2010 kam ans Licht, dass es ähnliche Taten ebenfalls an anderen Jesuitenschulen gegeben hat. Mitgrund dafür ist das „Rotationsprinzip“ des Jesuitenordens, das dafür sorgte, dass die Täter faktisch reihum an allen deutschen Jesuitenschulen einige Jahre tätig waren.
An der SAS arbeitete von 1981 bis 1983 Pater Bernhard Ehlen SJ als Lehrer und Jugendseelsorger. Anfang 2010 wurden Vorwürfe gegen ihn publik, die er in einem Fall zugab und sich selbst anzeigte. Daraufhin wurde er vom damaligen Pater Provinzial Stefan Dartmann SJ vom Priesteramt suspendiert. Danach lebte er zeitweise im „Ignatiushaus“ für pensionierte Jesuiten in Frankfurt am Main. Heute lebt er in der Seniorenkommunität „Friedrich-Spee-Haus“ des Ordens in Köln-Mülheim. Im öffentlichen Bericht zu den Missbrauchsfällen wird hinsichtlich der Taten ein Opfer zitiert mit „alles bis auf Oralverkehr“; zudem wird erwähnt, dass das staatsanwaltschaftliche Ermittlungsverfahren umgehend eingestellt wurde, denn gemäß den 2010 geltenden Gesetzen waren alle Taten Ehlens bereits verjährt.
Andere Fälle betreffen Pater Wolfgang Statt SJ. Er war von 1979 bis 1982 Religions- und Sportlehrer an der SAS und gilt als Erfinder des noch immer populären „Alsterlaufs“. Im Frühjahr 2010 wurden fünf Fälle bekannt, bei denen es „Schläge mit der Hand oder dem Stock auf den nackten Hintern, in der Umkleidekabine, vor den Augen der Kameraden“ gegeben habe. In einem Interview mit dem Redakteur und ehemaligen Ansgarschüler Martin Spiewak schilderte der betreffende Pater seine Taten ausführlich, wobei er selbst erklärte: „Gleichzeitig haben die Ordensverantwortlichen jedoch versäumt, mich parallel zur anlaufenden Therapie aus jedem pädagogischen Kontext zu verbannen.“ Der damalige Schulleiter der SAS schloss im Frühjahr 2010 nicht aus, dass es weitere Fälle gebe. Statt war nach Hamburg versetzt worden, um in Kiel an einer Therapie aufgrund seiner intern bekannten Taten zuvor am Canisius-Kolleg in den 1970er Jahren teilzunehmen. Als der Therapieort nach Freiburg im Breisgau verlegt wurde, erfolgte zugleich die Versetzung Statts ans Kolleg St. Blasien. Obwohl dem Orden die Problematik bekannt war, wurden Statt immer wieder Aufgaben mit Kindern und Jugendlichen zugewiesen. Nach seinem Tertiat, der endgültigen Aufnahme in den Orden, wurde Statt mit der Leitung einer Pfarrei in Arica im Norden Chiles betraut. Dort lernte er eine Chilenin kennen, ließ sich 1991 laisieren, heiratete sie und bekam zusammen mit seiner Frau eine Tochter. Statt ist, entgegen einer früheren Zusage seinerseits, nicht wieder nach Deutschland zurückgekehrt; seine Taten sind verjährt.
Zur Aufarbeitung von Missbrauchsfällen beauftragte der Jesuitenorden bereits 2007 die Berliner Rechtsanwältin Ursula Raue, die im Mai 2010 einen Bericht vorlegte, der online abrufbar ist. In diesem wird die Zahl von mindestens 205 Opfern, die in Einrichtungen der Jesuiten körperlich misshandelt und/oder sexuell missbraucht worden waren, genannt. Die Dunkelziffer an Opfern ist erfahrungsgemäß höher; das Hamburger Abendblatt berichtete im Februar 2010 zudem von seinerzeit drei bekannten Tätern an der Sankt-Ansgar-Schule. Raue lagen sechs Opfermeldungen hinsichtlich gewalttätiger und sexueller Handlungen an der SAS vor. Sie kritisierte in ihrem Bericht, dass „die Taten durch Angehörige des Ordens systematisch vertuscht“ worden waren. Nach mehrfacher Kritik an ihrer Arbeit durch die Opfer und aufgrund der Tatsache, dass der Jesuitenorden ihr Mandant war, sie also nicht unabhängig agierte, beendete Raue von sich aus im August 2014 ihre Tätigkeit als Missbrauchsbeauftragte.
Ebenfalls 2010 bildete sich die Opfervereinigung „Eckiger Tisch“; auf deren Blog wurde 2014 kritisiert, dass in der Mehrzahl der bekannten Fälle noch immer keine Entschädigungsleistungen gezahlt worden seien.

### Neuausrichtung der Schule
Mit Ende des Schuljahres 1992/1993 verlassen die Jesuiten aufgrund von Nachwuchsmangel im Orden die Sankt-Ansgar-Schule und wechseln ans Canisius-Kolleg Berlin. Die dortige Schule war und ist in der Trägerschaft des Ordens, während die SAS damals in der Trägerschaft des Verbandes der römisch-katholischen Kirchengemeinden in Hamburg war. Ein Frater blieb im „Ansgar-Haus“ auf dem Schulgelände bis 2003 wohnen und die Katholische Studierende Jugend (Kurzform: KSJ; bis 2011: „Bund Neudeutschland“, Kurzform: ND) wurde bis 2008 durch Patres betreut. Die Schule arbeitet unverändert nach jesuitischen Erziehungsgrundsätzen und ist in den Verbund der Jesuitenschulen integriert. 2024 verließ der letzte Jesuit die Schule.

## Leitbild der Erziehung

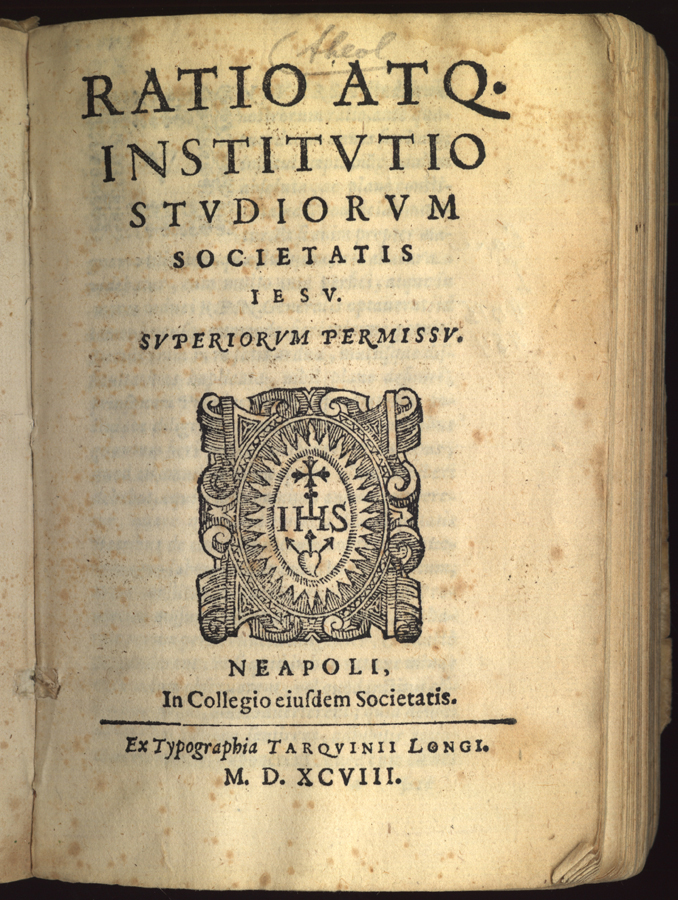
Ratio Studiorum Societatis Jesu von 1598

Der Kern der Erziehung an der Sankt-Ansgar-Schule ist nach wie vor die „Ignatianische Pädagogik“ nach Ignatius von Loyola, dem Gründer des Jesuitenordens. Die Erziehungsgrundsätze der „Gesellschaft Jesu“, für die seit 1598 die Ratio Studiorum Societatis Jesu („Studienordnung der Gesellschaft Jesu“) gilt, strebt eine „welt- und lebensbejahende“ Einstellung an und ruft zum Lernen und Erforschen aller Lebensbereiche auf, aber aus christlicher und religiöser Sicht. Ihre drei Säulen sind „Nächstenliebe“, „Gerechtigkeit“ und „Reflexion“.
Kernpunkte der „Ignatianischen Pädagogik“:
- den Lehrern ist die Entwicklung jedes einzelnen Schülers wichtig (cura personalis)
- jeder wird um seiner selbst willen angenommen, gefördert und respektiert – nicht aufgrund seiner Leistungen oder seines Nutzens
- jeder Schüler soll im täglichen Umgang seinen Selbstwert als Mensch und gleichzeitig den Wert des Anderen spüren und so einen starken Sinn für Gerechtigkeit entwickeln
- die Erziehung zur Fähigkeit, humane Wertvorstellungen zu entwickeln und sich daran zu orientieren – mit einem Blick für die Bedeutung des jeweiligen kulturellen, gesellschaftlichen und politischen Umfeldes aller, die am Leben der Schule teilhaben.

Auf dieser Basis soll die Schule bewusst als Ort des gemeinsamen Lebens von Schülern und Lehrern wahrgenommen werden, an dem es nicht allein um den Erwerb von Wissen geht, sondern um die Bildung der gesamten Persönlichkeit. Ein Beispiel dafür ist das Sozialpraktikum, in dem sich die Schüler vier Wochen lang für bedürftige Menschen in der Gesellschaft engagieren.

## Schule im Verbund der Jesuitenschulen
Die Sankt-Ansgar-Schule ist seit 25 Jahren keine vom Jesuitenorden geleitete Schule mehr, aber weiterhin aktiv in das Netzwerk der Jesuitenschulen integriert. So unterhält sie Kontakte zu anderen Jesuitenschulen im In- und Ausland, zum Beispiel in Form eines jährlichen Schüleraustausches mit „St. Joseph de Tivoli“ in Bordeaux in Frankreich und von 1990 bis 2010 mit einem alle zwei Jahre stattfindenden Austausch mit der „Loyola High School“ in Los Angeles in den USA, bis diese ihr Deutsch-Angebot zugunsten der Einführung von Mandarin einstellte.
Im Zuge dieses weltweiten Netzwerkes von jesuitischen Schulen beraten sich die Schulleitungen untereinander, um auf neue Fragen in der Erziehung und Organisation der Beschulung zu reagieren. Institutionalisierte Kontakte existieren zum Aloisiuskolleg in Bonn, dem Canisius-Kolleg in Berlin und dem Kolleg St. Blasien im Hochschwarzwald, da aufgrund des Rotationsprinzips die dort wirkenden Patres oft selbst zeitweise an der SAS in Hamburg gearbeitet und gelebt haben. Außerdem messen sich die Schulen untereinander beispielsweise bei Sportwettkämpfen.

## Caritatives Engagement

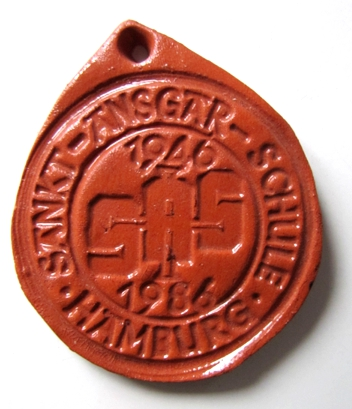
Gedenkanhänger aus Ton zum 40-jährigen Bestehen der SAS (1986)

Die Schule unterstützt mehrere caritative Projekte beispielsweise durch den traditionellen „Alsterlauf“. Dabei sammeln die Schüler aller privaten Schulen Hamburgs Spenden für die Finanzierung von Schulprojekten und teils für wohltätige Zwecke, indem sie sich von Geschäften oder privaten Personen, zum Beispiel ihren Eltern, pro Kilometer einen festgelegten Betrag zahlen lassen. Der Lauf geht mehrmals um die Außenalster. Anlässlich des vierzigjährigen Bestehens der Schule 1986 wurden die Erlöse von Gedenkanhängern aus Ton, die zuvor im Kunstunterricht hergestellt worden waren, für wohltätige Zwecke gespendet.
Zuletzt veranstalteten mehrere katholische Schulen für einen guten Zweck einen abgeänderten „Alsterlauf“. Dabei gingen alle Schüler einmal um die Alster; jeder Schüler musste zuvor möglichst viele Sponsoren finden, die einen Pauschalbetrag bezahlten. Gestartet wurde der Lauf vom Hamburger Erzbischof, der Zweiten Bürgermeisterin und einigen internationalen Vertretern. Das Motto lautete: „Solidarität geht!“
Das zweite Projekt ist „Ciudad Bolivar“, das dem Bau eines Kinderhortes in Ciudad Bolívar, einem Stadtteil von Bogotá, in Kolumbien dient. Dort können junge Mütter ihre Kinder betreuen lassen, während sie selbst eine Ausbildung machen. Für dieses Projekt wurden mehrere Tausend Euro gesammelt, unter anderem durch den „Mini-Dom“, das traditionelle jährliche Schulfest, und durch Flohmärkte. Außerdem wurde für dieses Projekt ein Fußball mit Spielerunterschriften des HSV versteigert und ein „Spieletag“ veranstaltet.

## Profiloberstufe und staatliche Vorgaben
Mit dem Schuljahr 2009/2010 wurde in Hamburg die „Profiloberstufe“ an allen Hamburger Schulen mit gymnasialer Oberstufe eingeführt. Da die SAS allen staatlichen Vorgaben folgt, die in der Freien und Hansestadt Hamburg gelten, erfolgte die Umsetzung der Profiloberstufe auch an dieser Schule. In diesem Zusammenhang ist zu erwähnen, dass aus obigen Gründen im Biologieunterricht mit den an allen Hamburger Schulen üblichen Lehrwerken die „Theistische Evolution“ und nicht die „Kreationslehre“ vermittelt wird.
Auf der Sankt-Ansgar-Schule gibt es sechs Profile zur Auswahl:
- 1. Profil: „Biologie – dem Leben auf der Spur“: Biologie, Chemie, Religion, Seminar
- 2. Profil: „Quelle des Lebens – Energie“: Physik, Geografie, Chemie, Religion, Seminar
- 3. Profil: „Welt–Bilder“: Musik/Bildende Kunst, Geschichte, Religion, Seminar
- 4. Profil: „Globalisation“: PGW (Politik/Gesellschaft/Wirtschaft), Geografie, Religion, Wirtschaftsenglisch, Seminar
- 5. Profil: „Leib und Seele“: Religion, Biologie, Latein, Sporttheorie, Sportpraxis, Seminar
- 6. Profil: „Die Zukunft gestalten“: PGW, Biologie, Religion, Chemie (1./2. Semester)/Geschichte (3./4. Semester)

Zwei der rechts neben den Profilnamen stehenden Fächer müssen auf so genanntem „erhöhtem Niveau“ gewählt werden. Des Weiteren müssen die Kernfächer Deutsch, Mathematik, Englisch/Spanisch belegt werden. Die üblichen Wahlpflichtangebote bleiben erhalten.

## Abschlüsse und Fächerkombinationen
Sprachen
Die SAS legt Wert auf (alt-)sprachliche Bildung. Jeder Schüler lernt Englisch sowie Spanisch oder Latein. Nach fünf Jahren erhalten alle erfolgreichen Lateinschüler das Latinum. Darüber hinaus besteht die Möglichkeit, das große Latinum zu erlangen. Außerdem bietet die SAS Französisch und Altgriechisch an. Schüler, die Altgriechisch gewählt haben, können das Graecum erhalten.
Sprachenfolge der Schule:
- Klasse 5: Englisch oder Latein und Englisch
- Klasse 6: Latein oder Spanisch
- Ende Klasse 7 Profilentscheidung für Kl. 8–10: sprachliches Profil (Französisch oder Altgriechisch) oder naturwissenschaftliches Profil (Naturwissenschaften)

Mögliche Reihenfolgen:
- Kl. 5: Englisch → Kl. 6: Latein oder Spanisch → Kl. 8: Französisch oder Alt-Griechisch
- Kl. 5: Englisch → Kl. 6: Latein oder Spanisch → Kl. 8: Naturwissenschaften

- Kl. 5: Latein und Englisch → Kl. 8: Spanisch oder Alt-Griechisch
- Kl. 5: Latein und Englisch → Kl. 8: Naturwissenschaften

Naturwissenschaften
Neben Mathematik (Klassen 5 bis 12) werden weitere Naturwissenschaften (s. u.) unterrichtet. Dafür verfügt die SAS über mehrere moderne Schullabore. Die Nano-AG (eine Physikwerkstatt) hat mehrfach den Wettbewerb „zero-emission“ auf Landesebene gewonnen. Außerdem betreiben Schüler und Lehrer gemeinsam die SAS-Website. Seit 2011 führt die Sankt-Ansgar-Schule gemeinsam mit vier weiteren Hamburger Schulen einen dreitägigen Schülerkurs zur Teilchenphysik in Kooperation mit dem DESY und dem Netzwerk Teilchenwelt durch. Seit März 2013 gehört die Sankt-Ansgar-Schule zu den Pilotschulen des Mädchenförderprogramms mint:pink der Initiative NAT. Seit Oktober 2013 ist die Sankt-Ansgar-Schule GYPT-Nord-Stützpunkt zur Vorbereitung auf das IYPT. Die Schule verfügt über ein „S1-Labor“.
Übersicht Naturwissenschaften:
- Klasse 5: Biologie
- Klasse 6: Physik (durchgehend bis Klasse 10)
- Klasse 8: Chemie; Wahlpflicht BCS (BioChemischesStudium)
- Klasse 11: Wahlpflicht: Informatik (Grundkurs)

## Musik an der SAS
Es gibt mehrere Musikgruppen an der Sankt-Ansgar-Schule, die unter anderem jedes Jahr zwei Tage beim „Musik-Cocktail“ auftreten. Das Konzert wird auf einer Musikreise vorbereitet. Die Einnahmen der Veranstaltung fließen in neue Instrumente für die Schule.
Auf dem Musik-Cocktail spielen:
- die SAS-Big-Band
- die Junior-Big-Band
- die Altschüler-Big-Band
- der Große, Mittelstufen- und Unterstufenchor
- das Orchester und das Vororchester
- die SAS-Band (bekanntestes ehemaliges Mitglied: Michael „Weiki“ Weikath).

Im Frühling jedes Jahres proben diese Musikgruppen in einer Woche von Montag bis Freitag bei der Musikfreizeit in Hitzacker für den Musik-Cocktail.
An jedem dritten Adventssonntag veranstaltet die Sankt-Ansgar-Schule ein Adventskonzert. Dabei singen und spielen die Chöre und Orchester.
Zudem gibt es Benefizkonzerte der Jazzformationen, bei denen die SAS-Bands gemeinsam mit den SOPHIEsticators der SBS und dem Martin-Terens-Trio gemeinsam für die katholischen Schulen in Hamburg spielen. Die Einnahmen daraus gehen an die Stiftung der katholischen Schulen in Hamburg.
Die Jazzformationen belegten bei Jugend jazzt 2009 folgende Plätze:
- SAS-Big-Band – 1. Preis[32]

Die Jazzformationen belegten bei Jugend jazzt 2006 folgende Plätze:
- SAS-Big-Band – 2. Preis
- SAS-Junior-Big-Band – 1. Preis
- SAS-Altschüler-Big-Band – 1. Preis[33]

Die Jazzformationen belegten bei Jugend jazzt 2004 folgende Plätze:
- SAS-Altschüler-Big-Band – 1. Preis[33]

## Schulgeld
Von 1970 bis in die 2000er-Jahre wurde für den Besuch aller katholischen Schulen in Hamburg kein Schulgeld erhoben. Für den Besuch der SAS muss inzwischen pro Schuljahr monatlich ein Beitrag in Höhe von 100,00 Euro entrichtet werden; Gastschüler zahlen eine Pauschale in Höhe von 30,00 Euro.

## Schulgelände

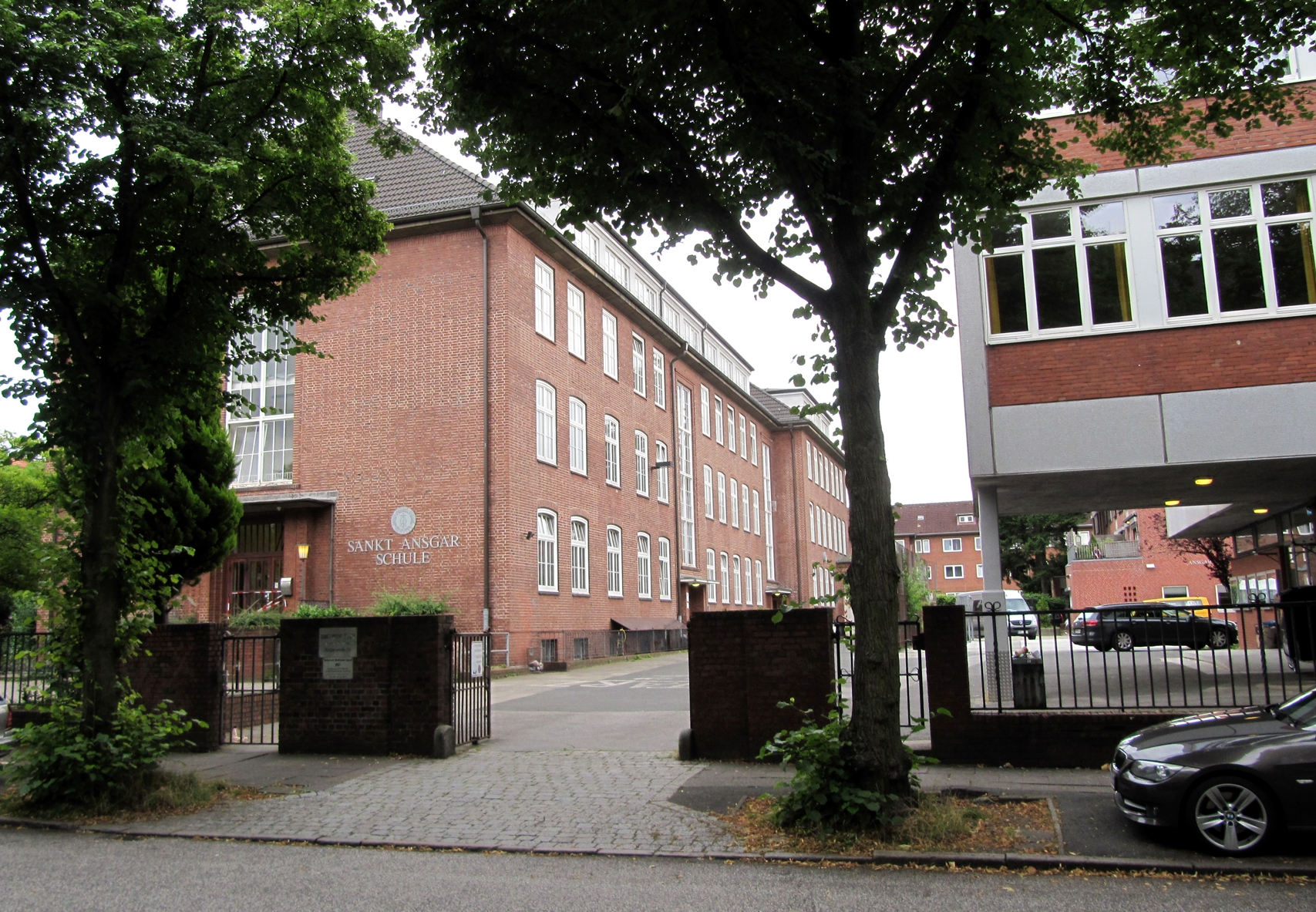
Faktischer Haupteingang in der Alfredstraße

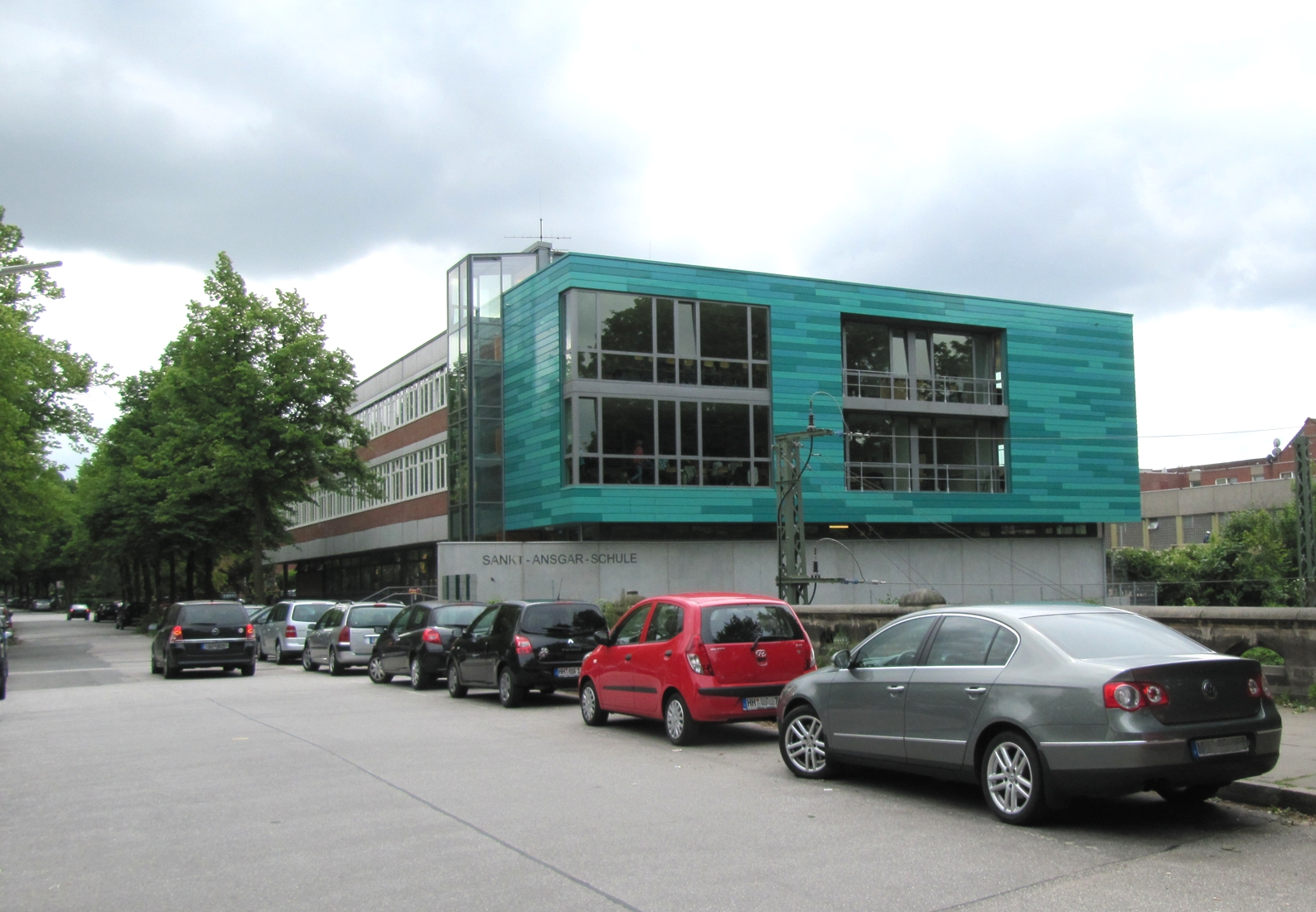
Der Anbau von 2010 an den Neubau (von der Alfredstraße aus gesehen)

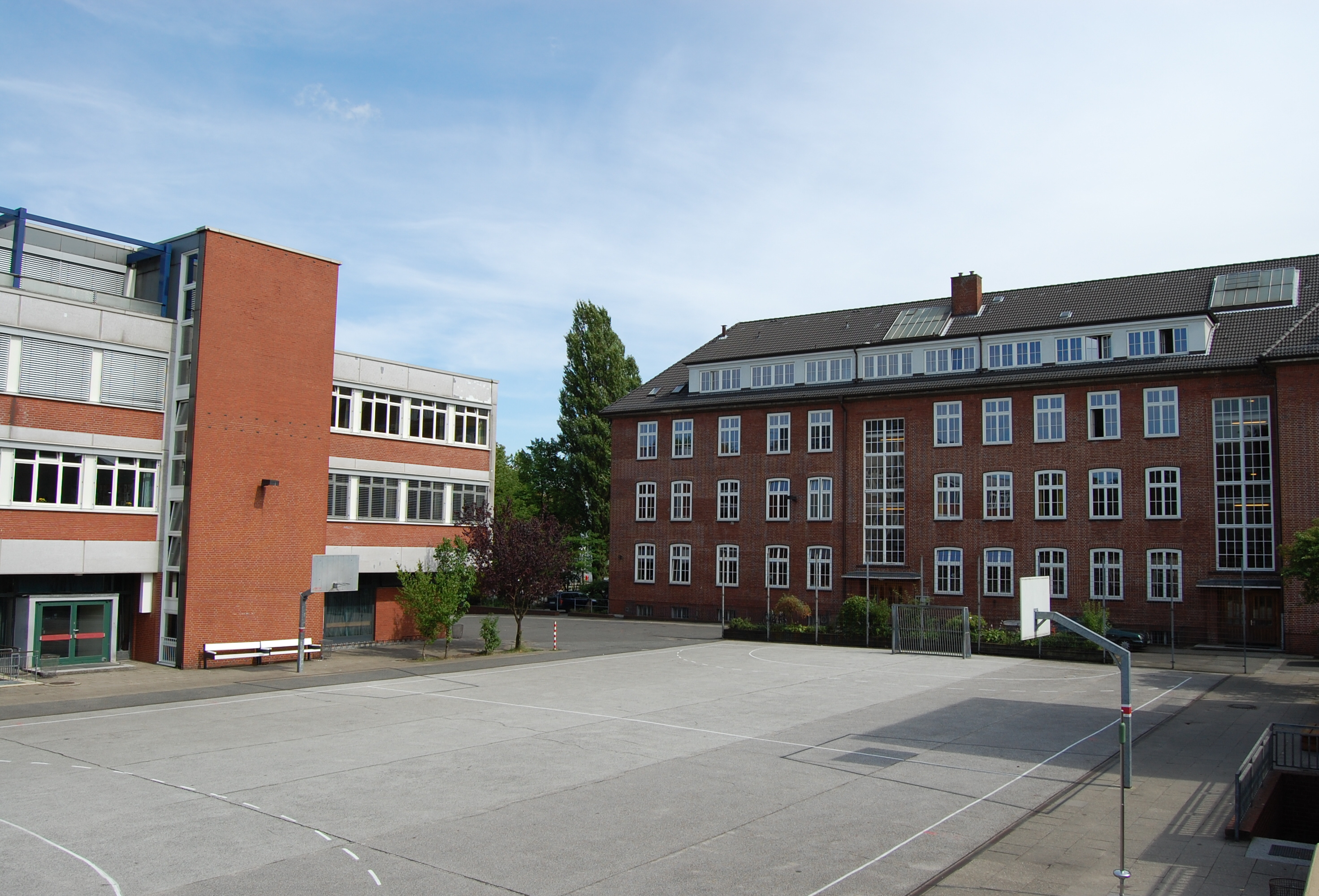
Foto vom Dach der Sporthalle: Neubau (links), Teil des Schulhofs, Altbau (rechts)

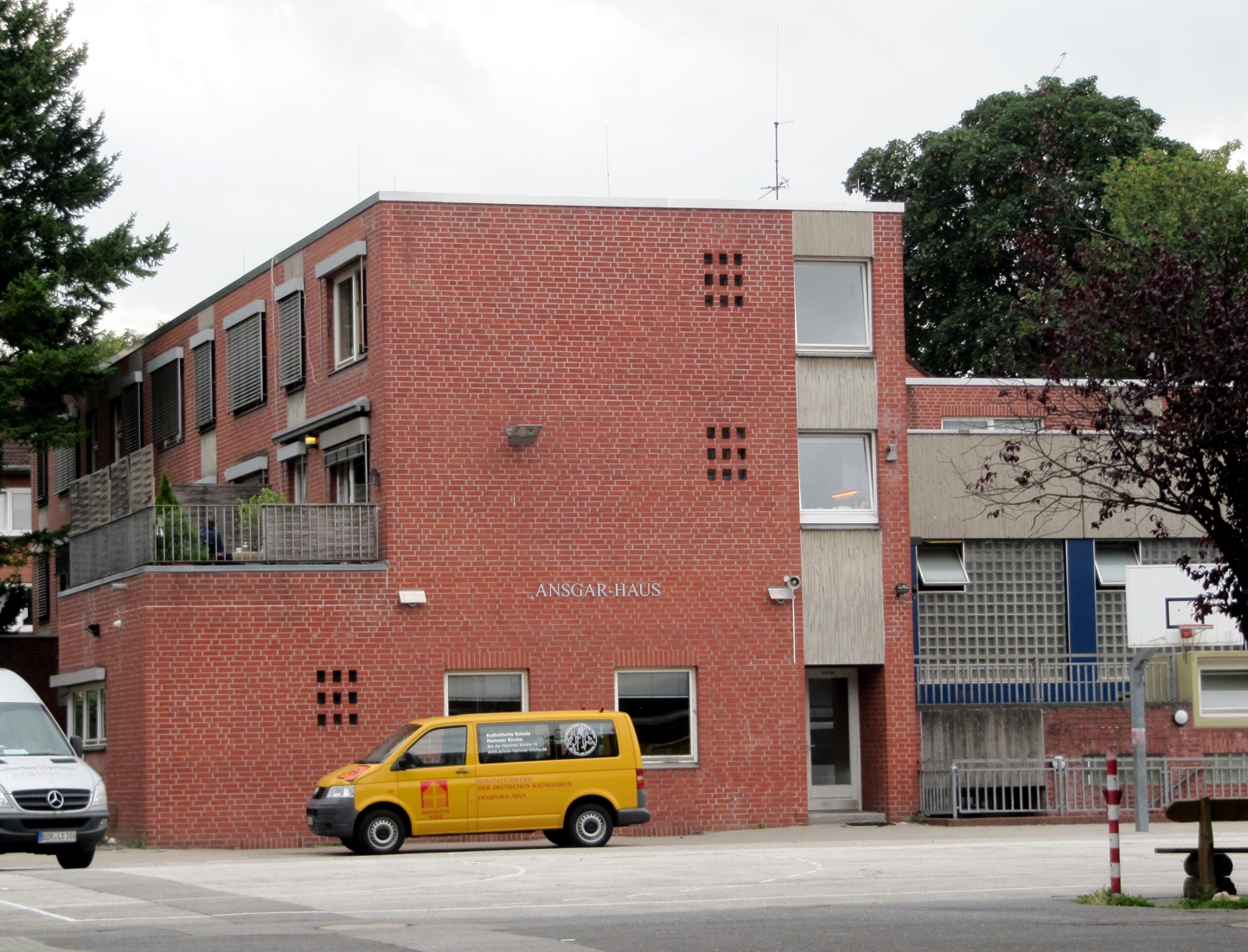
Ansgar-Haus, von der Alfredstraße aus gesehen

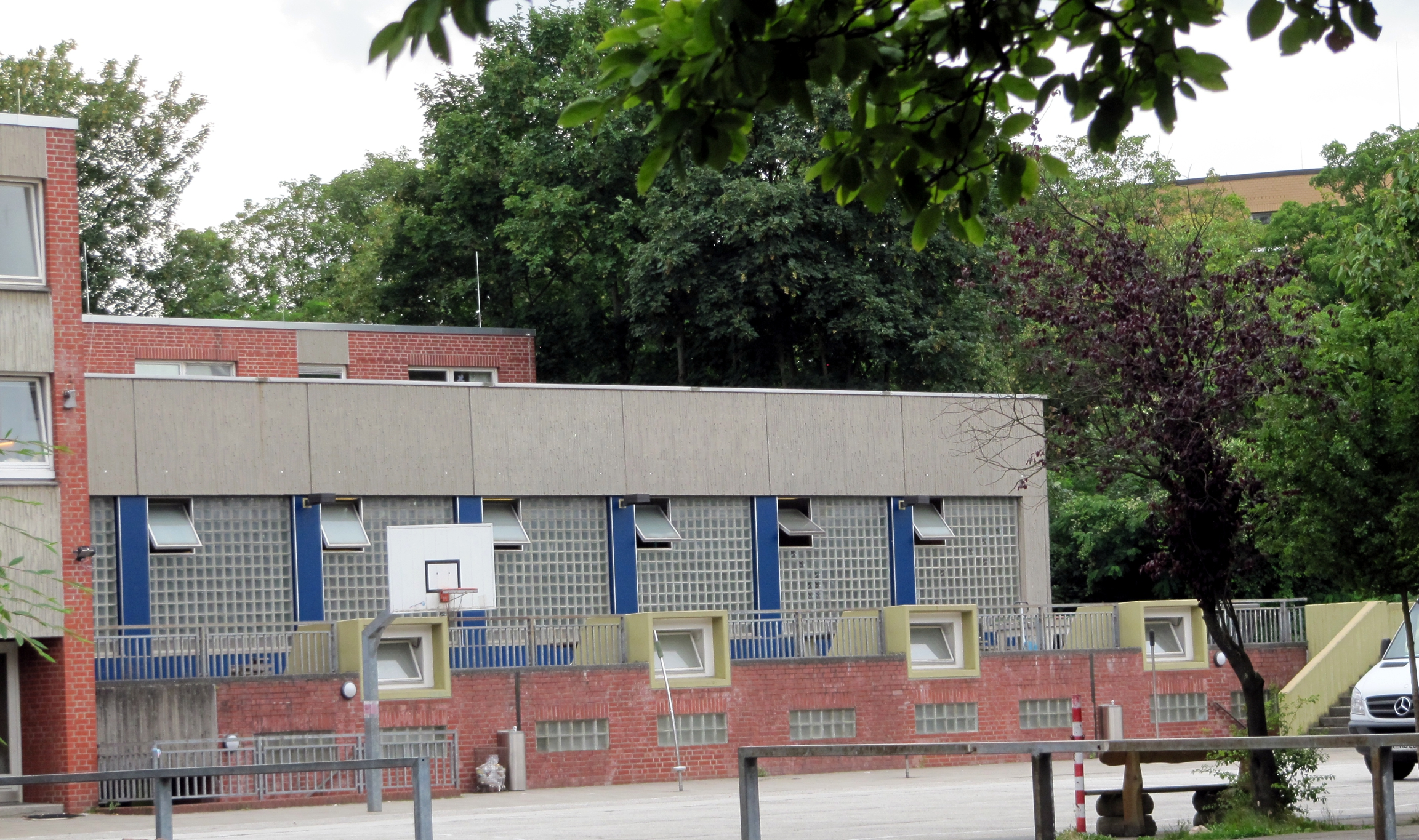
Aufgang und begehbares Dach der Sporthalle

Das Schulgelände der SAS besteht aus einem Ensemble von mehreren Gebäuden rund um den Schulhof. Bis 1943 befand sich auf der Liegenschaft eine 1892 gegründete Volksschule, die 1943 bei der Operation Gomorrha ausgebombt wurde; 1946 erwarb die katholische Kirche das Grundstück Bürgerweide 33 vom Senat der Freien und Hansestadt Hamburg im Tausch gegen das ihr bis zu diesem Zeitpunkt gehörende Grundstück am Holzdamm 16 im Stadtteil St. Georg (heute staatliche Handelsschule mit der Adresse Holzdamm 5). Der Unterricht fand zunächst in der Schule an der Danziger Straße 60 und danach in der Pestalozzistraße statt, bis das Gebäude an der Bürgerweide bezogen werden konnte. Auf den Grundmauern des vormaligen Volksschulgebäudes entstand der heutige Altbau unter der Leitung des Architekten Gerhard Kamps; er steht seit den 1960er-Jahren unter Denkmalschutz. Der faktische Haupteingang, die Zufahrt auf den Schulhof sowie der Lehrerparkplatz befinden sich in der Alfredstraße. Das „Ansgar-Haus“ ist rückwärtig vom Schulhof zu erreichen und verfügt darüber hinaus über eine eigene Hausnummer (Bürgerweide 35) und einen separaten Fußgängerzugang von der Bürgerweide aus.
Altbau

Im dreistöckigen Altbau befinden sich im Erdgeschoss die Büros der Schulleitung, das Lehrerzimmer, mehrere Konferenz- und Verwaltungsräume und die Schulkapelle. In den Zwischengeschossen befinden sich zwei Klassenräume, Kursräume und die Fachräume für Kunst, Physik und Informatik. Bis zum Bau des „Ansgar-Hauses“ bewohnten die Patres im zweiten Stock den östlichen Teil, der nach dem Umzug in Klassenräume umgewandelt wurde. Im Dachgeschoss sind die 2004 renovierten naturwissenschaftlichen Fachräume der Fächer Biologie und Chemie. Im gesamten Kellerbereich des Gebäudes befinden sich die Räume der KSJ-Stadtgruppe „St. Willibrord“, benannt nach einem angelsächsischen Missionar (circa 658–739 nach Christus).
Neubau (seit 2010 „Friedrich-Spee-Haus“)

Der Neubau wurde 1970/1971 entlang der Grundstücksgrenze zur Alfredstraße errichtet (Richtfest am 26. Mai 1971). Die Planungen gingen von der Vision einer Nutzung digitaler Medien in der Zukunft aus, sodass das gesamte Gebäude mit Leerrohren für künftige Kabel ausgestattet wurde. Der Bericht zur Einweihung betont, dass keine Steuergelder für den Neubau verwendet wurden. In den beiden Hauptgeschossen befinden sich Klassenzimmer (12 Stück sind 64 m², 8 nur 47 m² groß). Ab dem 29. September 1980 wurde eine durch Mütter der Schülerinnen und Schüler betriebene Kantine im Keller des Neubaus eingerichtet, in der kalte und warme Getränke, belegte und trockene Brötchen und warmes Mittagessen angeboten wurden. Heute wird die Kantine durch einen externen Anbieter professionell bewirtschaftet. Im Jahr 2005 wurde im Erdgeschoss eine Hausmeisterloge im Inneren des Gebäudes errichtet; 2006 wurde das Sprachlabor im ersten Stock ausgebaut, und der Raum wird seitdem als reguläres Klassenzimmer genutzt. Der Neubau wurde 2010 um einen nördlichen Anbau, indem die Unterrichtsräume der fünften und einiger sechsten Klassen sowie die neuen Musikräume eingerichtet wurden, erweitert und heißt fortan zusammen mit diesem „Friedrich-Spee-Haus“, benannt nach einem bekannten Jesuiten (1591–1635) und Gegner der Hexenverfolgung. Im Rahmen dieser Baumaßnahmen wurden die bis dahin neben der Kantine im Keller befindlichen Musikräume rückgebaut und der entstandene Platz für eine Vergrößerung der Kantine genutzt, wie sie schon vor 1987 in der Form bestand. Im dritten Stock befindet sich ein 100 m² großer, ehemaliger Kunstraum, der seit 2011 für Ausstellungen und Veranstaltungen sowie als Klausurenraum genutzt wird und der über eine schmale Dachterrasse entlang des gesamten Saals verfügt.
Schulhof und ehemaliger Pavillon

Der im August 1981 errichtete Pavillon auf dem Schulhof, in dem seitdem jedes Schuljahr zwei Klassen der Mittelstufe ihren regulären Unterricht hatten, wurde 2010 abgerissen, um Platz für den Bau einer zukünftigen Aula zu schaffen; der Musikunterricht fand während dieser Zeit vorübergehend in Containern statt.
Sporthalle und „Ansgar-Haus“

Im vierten Gebäude ist die 1977 halbunterirdisch errichtete Sporthalle, die 2014 umfassend modernisiert wurde und deren vordere Dachhälfte als erhöhte Schulhoffläche über eine Steintreppe zugänglich und nutzbar ist; der Abriss der „alten Turnhalle“ (ein Jugendstilbau aus rotem Klinker) war aus Gründen der Baufälligkeit notwendig geworden. Dieser Bau geht südlich in das „Ansgar-Haus“ über, das früher die Appartements und Gemeinschaftsräume der Jesuiten sowie deren Privatkapelle beherbergte. In diesem befindet sich heute weiterhin die kleine Kapelle, einige Kursräume, die Bibliothek, ein Lagerraum für Landkarten, die Räume der Nachmittagsbetreuung mit einem neuen Refektorium sowie ein „Ski-Keller“, in dem die Ausrüstung lagert, die für die alljährlichen Skireisen der 8. Klassen verliehen wird und in den oberen Stockwerken die Hausmeisterwohnung und Büros der Koordinatoren, der Schulsozialarbeiterin und des Schulseelsorge-Teams.

## Schülerzeitungen undSAS-Journalzur Außendarstellung
In der Festschrift zum 25-Jährigen Bestehen der Schule wird eine Schülerzeitschrift mit dem Titel Ventil erwähnt, die es in den 1960er-Jahren an der Schule gab.
Von 1981 bis 1990 gab es an der SAS eine Schülerzeitung mit dem Titel Der Koffer; diese wurde 1991 bis 1996 durch die Schülerzeitung Tacheles abgelöst. Seit Juli 2016 gibt es eine neue Schülerzeitung mit dem Titel sas|tastisch.
Das SAS-Journal, der bis 2011 herausgegebene Jahresbericht der Schule, diente dazu, Werbung für die SAS zu machen. So wurden Exemplare davon an Schulleiter anderer katholischer Schulen und an alle katholischen Gemeinden in Hamburg verschickt. Es erschien jährlich und beinhaltete Artikel über Leistungen der Schule und deren Schüler sowie Artikel zum Erziehungsbild der Schule, aber auch Berichte über Reisen. Die Artikel des Journals stammten von Schülern und Lehrern; letztere bildeten die Redaktion. Finanziert wurde es durch Zuschüsse des Fördervereins der Schule sowie durch Anzeigen.

## Bekannte Lehrer und Patres
- Pater Adolf Rodewyk SJ (1894–1989), Exorzist, Latein- und Religionslehrer, 1954–1960 Rektor der Jesuiten-Kommunität an der SAS.
- Pater Rainer Rendenbach SJ (1916–2007), Schulleiter (1968–1977), zeitgleich Lehrer für Chemie und Religion an der SAS.[40]
- Pater Heinrich Köster SJ (1935–2000), seit 1972 Lehrer für Latein und Religion, 1976 Oberstufenkoordinator, 1977–1993 Schulleiter, danach 1993–1997 Schulleiter am Canisius-Kolleg Berlin, zuletzt Seelsorger in Erfurt.[40]
- Pater Bernhard Ehlen SJ (* 1939), wegen zugegebenen Missbrauchs seit 2010 suspendierter Priester sowie 1981–1983 Lehrer und Jugendseelsorger an der SAS; Gründer von „Ärzte für die Dritte Welt“ (heute „German Doctors“).
- Reiner Schmitz (* 1947), 1993–1996 Schulleiter, später stellvertretender Landesschulrat, Leiter des Katholischen Schulamts und 2004–2008 Staatsrat für Bildung im Senat unter Ole von Beust.[41]
- Marino Freistedt (* 1954), 1996–2004 Schulleiter, anschließend Oberschulrat im Katholischen Schulverband Hamburg, ehemaliger Bürgerschaftsabgeordneter.
- Pater Klaus Mertes SJ (* 1954), Religionslehrer und Schriftsteller, unterrichtete von 1990 bis 1994 an der SAS, 2000–2011 Rektor des Canisius-Kollegs, seit 2011 Direktor des Kollegs St. Blasien.
- Pater Heinrich Watzka SJ (* 1954), seit 2007 Professor für Philosophie an der PTH St. Georgen in Frankfurt am Main, 2010–2014 Rektor der Hochschule, seit 2015 Rektor des dortigen Kollegs, unterrichtete 1989–1998 Philosophie und Religion an der SAS während seines Promotionsstudiums an der Universität Hamburg.
- Pater Johannes Siebner SJ (1961–2020), war 1993–2002 Geistlicher Leiter der KSJ Hamburg an der SAS und unterrichtete Religion; 2017–2020 war er der Provinzial der Jesuiten in Deutschland.
- Pater Bernd Hagenkord SJ (1968–2021), war 2002–08 Geistlicher Leiter der KSJ Hamburg an der SAS und ab 2009 Leiter der deutschsprachigen Redaktion von „Radio Vatikan“.

## Bekannte Absolventen
- Carl-Georg Böhne (* 1937), Historiker und Germanist
- Henrique Geraldo Martinho Gereon (* 1937), Geistlicher
- Peter Schmidt (1940–2018), Archäologe
- Brun-Otto Bryde (* 1943), Professor für Öffentliches Recht und Politikwissenschaft, 2001–2011 Richter des Bundesverfassungsgerichts
- Klaus Detlev Grawe (1943–2005), Psychologischer Psychotherapeut und Professor für Psychotherapieforschung an der Universität Bern
- Ekkehard Martens (* 1943), Professor für Didaktik der Philosophie und Alten Sprachen an der Universität Hamburg
- Kiev Stingl (bürgerlich: Gerd Stingl) (1943–2024), Rockmusiker und Schauspieler
- Ansgar Beckermann (* 1945), Professor für Philosophie und 2000–2006 Präsident der Gesellschaft für Analytische Philosophie
- Peter D. Schmidt (* 1945), ehemaliger Abgeordneter der Hamburgischen Bürgerschaft
- Frank Ropers (* 1946), Vizeadmiral und ehemaliges Mitglied im NATO-Militärausschuss
- Ralph-Johannes Lilie (* 1947), Byzantinist
- Matthias Buschkühl (1953–1997), Bibliothekar
- Manfred Mahr (* 1955), Polizeifunktionär, Diakon und ehemaliger Bürgerschaftsabgeordneter
- Jan Haarmeyer (* 1957), Journalist (Hamburger Morgenpost, Hamburger Abendblatt)
- Michael „Weiki“ Weikath (* 1962), Gitarrist der Speed- und Power-Metal-Band „Helloween“
- Frank Ramond (* 1964), Komponist und Musikproduzent
- Martin Spiewak (* 1964), ZEIT-Redakteur
- Markus Egetmeyer (* 1964), Professor für Klassische Philologie der Sorbonne in Paris
- Markus Tymister (* 1965), Theologe und Professor an der Päpstlichen Universität Urbaniana in Rom
- Tobias Hoffmann (* 1967), Professor für Philosophie an der Catholic University of America in Washington, D.C.
- Thomas Reich (* 1967), Abgeordneter der Hamburgischen Bürgerschaft (AfD)
- Matthias Asche (* 1969), Historiker
- Godehard Giese (* 1972), Schauspieler und Regisseur
- Alexander-Martin Sardina (* 1973), Bildungshistoriker, Politikwissenschaftler und ehemaliger Bürgerschaftsabgeordneter
- Christina Seeland (* 1973), Dokumentarfilmerin und Gewinnerin des „Deutschen Fernsehpreises“ (2011)
- Christoph de Vries (* 1974), 2011–2015 Bürgerschaftsabgeordneter, seit 2017 Bundestagsabgeordneter
- Tobias Hochscherf (* 1976), Professor für Medienwissenschaft an der Fachhochschule Kiel und zugleich Professor an der Universität Flensburg
- Romedio Schmitz-Esser (* 1978), Historiker und Hochschullehrer
- Milka Loff Fernandes (* 1980), Fernsehmoderatorin und Schauspielerin
- Franziska Hoppermann (* 1982), Bundestagsabgeordnete
- Marianna Mukuchyan (* 1984), Make-up Künstlerin
- Iveta Mukuchyan (* 1986), Sängerin und Model (vertrat Armenien beim Eurovision Song Contest 2016)
- Julia Barth (* 1995), Bürgerschaftsabgeordnete

## Veröffentlichungen
- Sankt-Ansgar-Schule (Hg.): Bericht Sankt-Ansgar-Schule. Hamburg, 1955, keine ISBN.
- Sankt-Ansgar-Schule, Pater Hans Hartmann SJ: Sankt-Ansgar-Schule Hamburg. 1960–1964. Hamburg, 1964, OCLC 1203384327.
- Sankt-Ansgar-Schule (Hg.): Sankt-Ansgar-Schule Hamburg. 1946–1971. Sator-Verlag, Hamburg, 1971.
- Sankt-Ansgar-Schule, Christoph Disselhoff (Hg.): 40 Jahre Sankt-Ansgar-Schule. 1946–1986. Beisner-Verlag, Hamburg, 1986, OCLC 550631441.
- Sankt-Ansgar-Schule, Andreas Oettel, Helge Sturm (Hg.): 50 Jahre Sankt-Ansgar-Schule. 1946–1996. Buchpublikation mit CD-ROM (19 Stücke der SAS-Band). Sankt-Ansgar-Schule, Hamburg 1996, OCLC 614161432.
- Sankt-Ansgar-Schule (Hg.): So beten wir! Gebete von Jugendlichen der 10. Klassen der Sankt-Ansgar-Schule in Hamburg. Katholische Verlagsgesellschaft St. Ansgar, Hamburg 1999, ISBN 978-3-932379-16-1.
- Sankt-Ansgar-Schule, Richard Lutz (Hg.): Borgfelde – Damals und heute. 1880–2012. Bildband zum Schülerprojekt zum 70. Jahrestag der Zerstörung des Stadtteils und der Einweihung des Schulgebäudes vor 60 Jahren. Hamburg, 2013, OCLC 935418731.[42]